# 白造紙
『白造紙』（はくぞうし）は、平安時代の故実書『簾中抄』（本項にて併説）の一異本とされる文書である。

## 概要
『白造紙』とは、故実書『簾中抄』の異本とされるもので、歴代皇帝（天皇）の記事が何代目まで書かれているかなどの内容から見て正治年間（1199年 - 1201年）ころに成立したと見られる。もともとは高野山正智院に所蔵されていたものであるが、調査のため東京帝国大学国語研究室が借り受けていたところ1923年（大正12年）9月1日、関東大震災により焼失してしまい、現在は当時撮影した写真だけが残っている。最古の『源氏物語』の巻名目録を含んでいることで注目されており、橋本進吉によって紹介されたことにより広く知られることになった。現在見られる流布本の『簾中抄』は南北朝時代まで書き継がれたものを元にして、江戸時代に書き写された写本のいくつかを校合したものであり、『白造紙』とは収録されている項目が少なからず異なっている。流布本に含まれているが『白造紙』に含まれていない項目と『白造紙』には含まれているが流布本には含まれていない項目が共に存在するため、単純にどちらかがどちらかから派生したのではなく共通の祖本からお互いが派生したのであろうと考えられている。流布本とは大きく異なるものの、冷泉家時雨亭文庫において最近発見された現存最古となる文永年間の成立と見られる『簾中抄』の写本とは比較的近い内容を持っている。

## 『簾中抄』
『簾中抄』とは、「故実書」と呼ばれるジャンルの書物である。故実書とは、「昔の百科事典」等と説明されることもあるが、基本的にさまざまな事物の名前をそれぞれの決められた順に並べてあるだけの書物であって、書いてある事物には番号を振ってあったりごく簡単な説明を加えてあるだけで詳細な説明を加えてあるようなことはあまり無い。このことから考えて故実書とは基本的に何かの意味や内容を調べるためというよりは物や事柄の名前や表記を確かめるだけのための便覧とでも言うべき書物である。『簾中抄』とは、この故実書の一つであり、平安時代末期の歌人藤原資隆が八条院のために著したとされているもので、故実書の中では比較的ポピュラーなものの一つである。「簾」とは御簾のことであり、「簾中」とは貴人（御簾の中にいる人物）のことを意味するもので、そのような貴人のための手引き書という性格を持っているとされる。本書はこれ以後に成立した故実書『二中歴』などにも大きな影響を与えている。いずれも江戸時代の成立と見られる宮内省本など5本を底本に校合し1900年（明治33年）から1903年（明治36年）にかけて近藤活版所から出版された『改定史籍集覧』の第23冊に収録されたものが『簾中抄』の流布本といえる。

## 源シノモクロク
『源氏物語』には、しばしば単独の文書として、あるいは注釈書、梗概書、古系図の一部として、写本の冒頭や末尾に巻名をその巻序に従って並べて記した文書が存在しており、これを「源氏物語巻名目録」呼んでいる。この『白造紙』は、「音楽」の次の条に流布本の『簾中抄』には含まれていない「源シノモクロク」と題された『源氏物語』の巻名目録を含んでいる。この「源シノモクロク」は、現在では写真版でしか確認できないものの、具体的に内容を確認できる『源氏物語』の巻名目録としては最古のものである。この巻名目録は誤記・誤写と思われるものも少なからず含んでいるが、次のような特徴を持っている。
- おおむね現在の54帖と同じような巻名を現在と同じ順序で記している。
- 「若菜」は上下で1帖に数えている。
- 「雲隠」を1帖と数えている。
- 並びの巻は現行のものと同じような名前があげられているものの、巻数は本巻と一緒に数えられている。
- 「鈴虫」が二重に含まれていて逆に「夕霧」が存在しない。
- 「竹河」と「紅梅」など幾つかの巻序が現在の順序とは逆になっている。
- 「橋姫」を現在では異名とされる「優婆塞」と呼んでいる。
- 宇治十帖の巻々については「ウチノミヤノ」として改めて1から巻数を数えており、夢浮橋のあと「コレハナキモアリ」と記している。
- 宇治十帖の後に「コレカホカニノチノ人ノツクリソヘタルモノトモ」と記している。
- 最後に「サク（ラ）ヒト　サムシロ　スモリ」といった現存しないが古系図や古注釈にしばしば見える巻名を記している。

### 本文
※　小文字は原文でも小さな文字で二段に書かれている。（）は誤記と思われるもの（全てではない）。漢数字は原文に書かれている。アラビア数字とその後の漢字は現在の通常の巻序と巻名を付記したものである。巻序について「柏木」から「幻」までは「「若菜」を1帖に数えて雲隠を数える数え方」と「若菜」を上下2帖に数えて雲隠を数えない数え方」を併記した。
源シノモクロク
- 一　キリツホ=1桐壺
  - 二　ナラヒ　ウツセヒ=3空蝉
  - 二　ユウカヲ=4夕顔
- 二　ハヽキヽ=2帚木
- 三
  - ワカムラサキ=5若紫
  - ナラヒ　スヘムツハナ=6末摘花
- 四　モミチノカ=7紅葉賀
- 五　ハナノエム=8花宴
- 六　アウヒ=9葵
- 七　サカキ=10賢木
- 八　ハナチルサト=11花散里
- 九　スマ=12須磨
- 十　アカシ=13明石
- 十一　ミヲツクシ=14澪標
  - 十一ノナ（ラ）ヒ
  - 一　ヨモキラ=15澪標
  - 二　セキヤ=16関屋
- 十二　ヱアク（ワ）セ=17絵合
- 十三　マツカセ=18松風
- 十四　ウスクモ=19薄雲
- 十五　アサカセ=20朝顔
- 十六　ヲトメ=21少女
- 十七　タマタツラ=22玉鬘ノナ（ラ）ヒノ
  - 一　ハツネ=23初音
  - 二　コテフ=24胡蝶
  - 三　ホタル=25蛍
  - 四　トコナタウ=26常夏
  - 五　カヽリヒ=27篝火
  - 六　ノアキ=28野分
  - 七　ミユキ=29行幸
  - 八　フチハカマ=30藤袴
  - 九　マキハシラ=31真木柱
  - コレハ十七ノタンノクワクノヤウナリ　委ク不知
- 十八　ムメカヘ=32梅枝
- 十九　フチノウラハ=33藤裏葉
- 廿　ワカナ=34若菜
- 廿一　カシハキ=（35-36）柏木
- 廿二　ヨコフエ=（36-37）横笛
  - ナラヒ　スヽムシ=（37-38）鈴虫
- 廿三　スヽムシ（おそらく（38-39）夕霧の誤り）
- 廿四　ミノリ=（39-40）御法
- 廿五　マホロシ=（40-41）幻
- 廿六　クモカクレ=（41）雲隠
- 廿七　ニホフ兵部（書かれているのは旁のみ）経=42匂宮
  - ナラヒ　タケカハ=44竹河　コウハイ=43紅梅
- ウチノミヤノ
- 一　カハソデ=45橋姫（ウバソク=優婆塞の誤りか）
- 二　シノカ本=46椎本
- 三　アケマキ=47総角
- 四　サハラヒ=48早蕨
- 五　ヤトリキ=49宿木
- 六　アツマヤ=50東屋
- 七　ウキフ子=51浮舟
- 八　カケロフ=52蜻蛉
- 九　テナラヒ=53手習
- 十　ユメノカケ（ウキ）ハシ=54夢浮橋
- コレハナキモアリ
- コレカホカニノチノ人ノツクリソヘタルモノトモ
  - サク（ラ）ヒト=桜人
  - サムシロ=狭筵
  - スモリ=巣守